# Perleidus
Perleidus es un género extinto de peces actinopterigios prehistóricos de la familia Perleididae, del orden 	Perleidiformes. Este género marino fue descrito científicamente por de Alessandri en 1910.

## Especies
Clasificación del género Perleidus:
- † Perleidus de Alessandri 1910
  - † Perleidus altolepis Deecke 1889
  - † Perleidus sinensis Lombardo et al. 2011